# Cemitério de Guerra Canadense de Bény-sur-Mer
O Cemitério de Guerra Canadense Bény-sur-Mer é um cemitério que contém, principalmente, soldados canadenses mortos durante os estágios iniciais da Batalha da Normandia na Segunda Guerra Mundial. Está localizado na cidade de Bény-sur-Mer, no departamento de Calvados, perto de Caen, na Baixa Normandia. Como é típico dos cemitérios de guerra na França, o terreno é lindamente projetado e mantém uma aparência imaculada. Dentro do cemitério, há uma Cruz do Sacrifício, um memorial típico projetado pela Commonwealth War Graves Commission.